# 裸茎千里光
裸茎千里光（学名：Senecio nudicaulis）是菊科千里光属的植物。分布于巴基斯坦、印度、尼泊尔、不丹以及中国大陆的贵州、四川、云南等地，生长于海拔1,500米至1,850米的地区，一般生长在林下以及草坡，目前尚未由人工引种栽培。

## 异名
- Senecio blattariaefolius Franch.